# حلاقة نظيفة
حلاقة نظيفة هو ثاني مسلسل مدبلج باللغة العربية تم عرضه على شاشة أل بي سي سنة 2012.

## وصلات خارجية
- حلاقة نظيفة على موقع IMDb (الإنجليزية)
- حلاقة نظيفة على موقع روتن توميتوز (الإنجليزية)
- حلاقة نظيفة على موقع نتفليكس (الإنجليزية)
- حلاقة نظيفة على موقع ألو سيني (الفرنسية)
- حلاقة نظيفة على موقع أول موفي (الإنجليزية)
- حلاقة نظيفة على موقع قاعدة بيانات الأفلام السويدية (السويدية)
- حلاقة نظيفة على موقع قاعدة بيانات الفيلم (الإنجليزية)
- حلاقة نظيفة على موقع ليتربوكسد (الإنجليزية)
- حلاقة نظيفة على موقع كينوبويسك (الروسية)